# Arsen(III)-fluorid
Arsentrifluorid ist eine chemische Verbindung, bestehend aus den Elementen Arsen und Fluor.

## Gewinnung
Arsentrifluorid kann durch die Reaktion von wasserfreiem Fluorwasserstoff mit Arsen(III)-oxid bei 140 °C hergestellt werden.
{\displaystyle \mathrm {As_{2}O_{3}+6\ HF\longrightarrow 2\ AsF_{3}+3\ H_{2}O} }
Es ist ebenfalls zugänglich durch Reaktion von Arsentrioxid mit Fluorsulfonsäure.
{\displaystyle \mathrm {2\ As_{2}O_{3}+6\ HSO_{3}F\longrightarrow 2\ AsF_{3}+SO_{3}+3\ H_{2}SO_{4}+As_{2}O(SO_{4})_{2}} }
Im Labor ist die Verbindung leicht erhältlich über die Herstellung eines Gemisches aus Arsen(III)-oxid und Calciumfluorid mit konzentrierter Schwefelsäure sowie anschließender Destillation desselben:
{\displaystyle {\ce {As2O3 + 3 CaF2 + 3 H2SO4 -> 2 AsF3 + 3 CaSO4 + 3 H2O}}}

## Eigenschaften
Arsentrifluorid ist eine farblose Flüssigkeit, die an der Luft raucht und Glas angreift. Ihre Bildungsenthalpie beträgt −305,0 kJ/mol. Sie ist eine schwächere Lewis-Base als Phosphortrifluorid (PF3), jedoch eine stärkere Lewis-Säure als dieses. Vom Arsentrifluorid leiten sich die Ionen AsF2+ und AsF4− ab, die auch in der reinen Substanz durch Autoionisation zu gleichen Teilen entstehen.

## Verwendung
Arsentrifluorid wird zur Ionenimplantation und zur Herstellung von Arsen(V)-fluorid benutzt.

## Sicherheitshinweise
Arsentrifluorid ist als krebserregend eingestuft und sehr giftig.